# Ahigal de los Aceiteros
Ahigal de los Aceiteros är en kommun och ort i Spanien. Den ligger i Provincia de Salamanca och regionen Kastilien och Leon, i den västra delen av landet, 260 km väster om huvudstaden Madrid. Antalet invånare är 138.